# 面向特性编程
面向特性编程（@OP）是一种程序层面的标记技术。编程者可以给程序元素（例如类和方法）标记上特性（attribute），来指示它们包含特定于应用或特定于领域的语义。

## 简介
特性将一个应用的核心逻辑（或业务逻辑）同特定于应用或特定于领域的语义（比如日志和网页服务功能）分离开来。
例如，一些编程者可以定义“logging”特性并把它关联于一个方法，来指示这个方法应当实现一个日志功能，而其他编程者可以定义一个“web service”特性并把它关联于一个类，来指示这个类应当实现为一个网页服务。通过在程序代码中隐藏这些语义的实现细节，特性增加了编程抽象层次并减少了编程复杂性，导致了更简单和更可读的程序。
关联了特性的程序元素由支持工具（比如预处理器）转化成更详细的程序。例如，一个预处理可以向关联了“logging”特性的方法插入一个日志程序。

## 各种语言中的面向特性编程

### Java
随着J2SE 5.0发行包含了“Metadata Facility for Java”（JSR-175），可以即时采用面向特性编程，这项技术后来发展为Java注解。XDoclet库使得更早版本的Java也可以采用面向特性编程。

### C#
C#语言从最早期发行就支持特性。但是这些特性被用于得到运行时间信息，而不被预处理器所使用（在C#参考实现中一个都没有）。

### UML
统一建模语言（UML）支持叫作stereotype的一种特性。

### Hack
Hack编程语言支持特性。特性可以附加到各种程序实体上，关于这些特性的信息可以通过反射来实时检索。

## 工具
- apt[1]
- Spoon[2]
- XDoclet[3]

## 引用
- . An Introduction to Attribute-Oriented Programming.   [July 22, 2005]. （原始内容存档于May 26, 2005）.
- Wada, Hiroshi; Suzuki, Junichi.  (PDF). In Proc. of the 8th ACM/IEEE International Conference on Model Driven Engineering Languages and Systems (MoDELS/UML 2005). 2005  [2006-03-21]. （原始内容 (PDF)存档于2016-03-03）.
- Rouvoy, Romain; Merle, Philippe.  (PDF). In Proc. of the 11th ECOOP International Workshop on Component-Oriented Programming (WCOP 2006). 2006. （原始内容 (PDF)存档于2006-12-23）.

1. ↑  Annotation Processing Tool (apt) （页面存档备份，存于）
2. ↑  Spoon （页面存档备份，存于）, an Annotation-Driven Java Program Transformer
3. ↑  XDoclet, a Javadoc-Driven Program Generator